# Bento Gonçalves (Rio Grande do Sul)
Bento Gonçalves is een gemeente in de Braziliaanse deelstaat Rio Grande do Sul. De gemeente telt 123.151 inwoners (schatting 2022).

## Aangrenzende gemeenten
De gemeente grenst aan Cotiporã, Farroupilha, Garibaldi, Monte Belo do Sul, Pinto Bandeira, Santa Tereza en Veranópolis.

## Verkeer en vervoer
De plaats ligt aan de wegen BR-453, BR-470, RS-431 en RS-444.

## Geboren
- Ernesto Geisel (1904-1996), president van Brazilië (1974-1979)

## Galerij

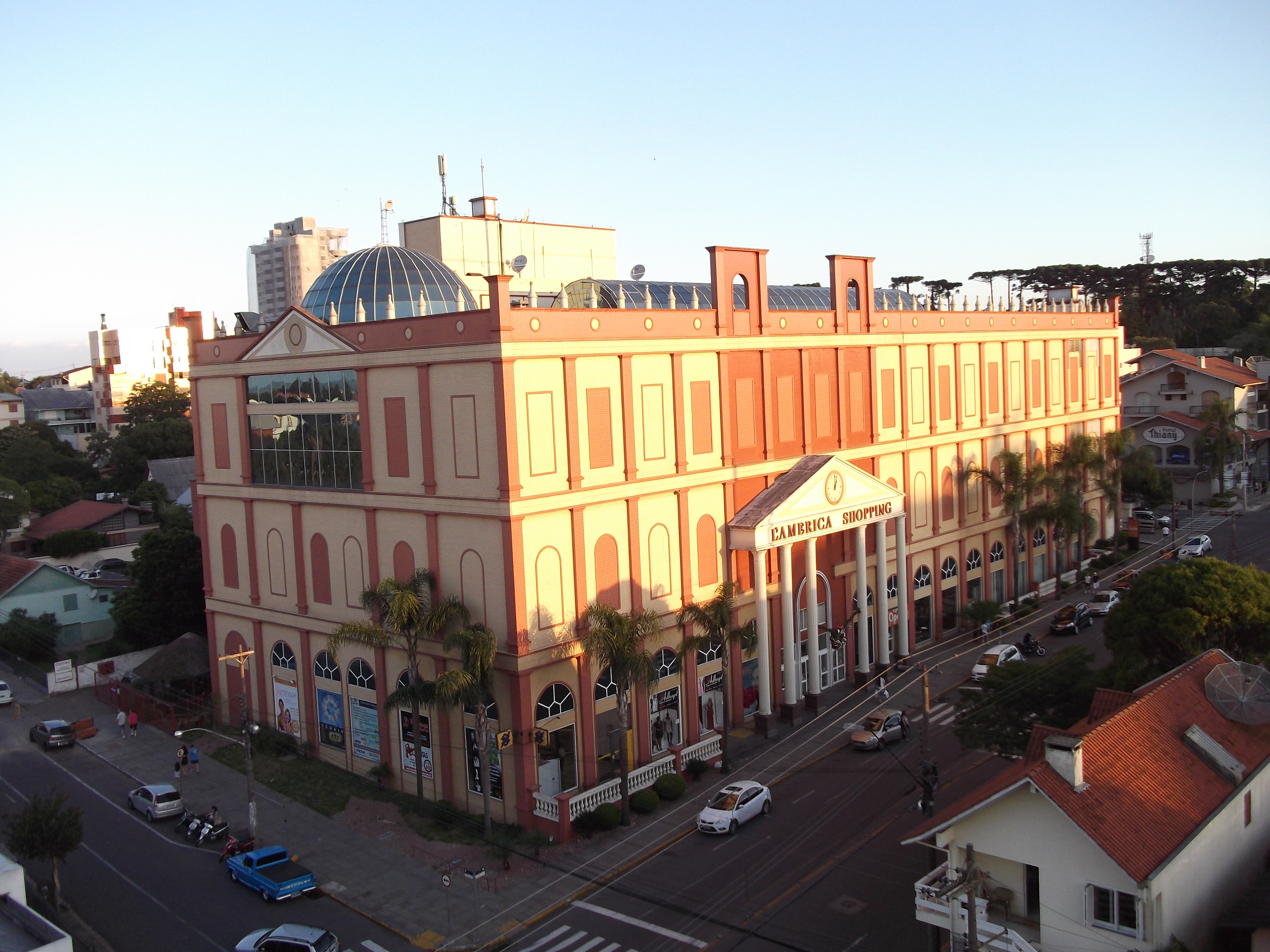
L'America Shopping in Bento Gonçalves